# Comté de Louisa (Iowa)
Pour les articles homonymes, voir Comté de Louisa.
Le comté de Louisa est un comté de l'État de l'Iowa, aux États-Unis.